# Spitalkirche Hl. Geist (Kulmbach)

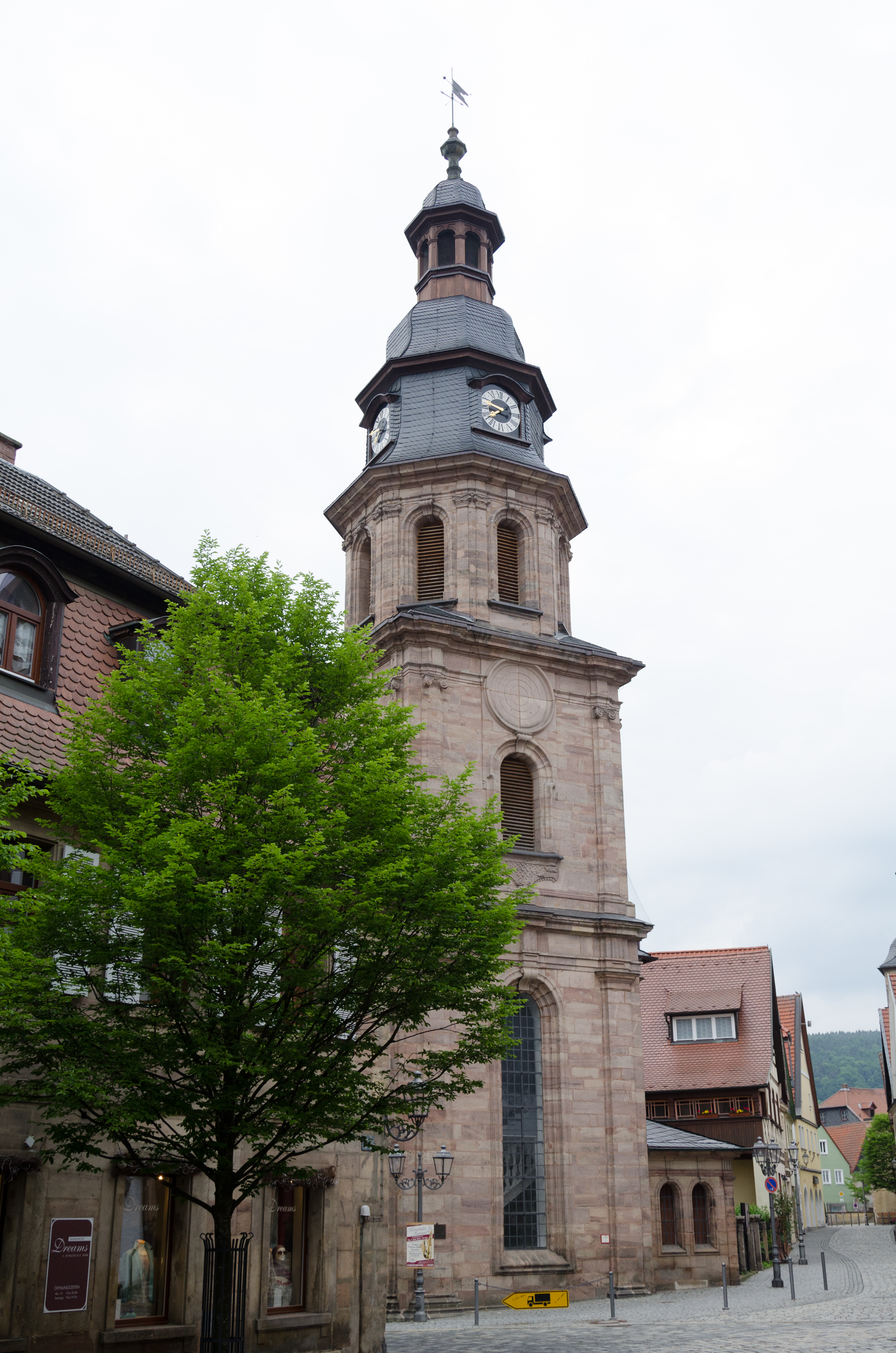
Spitalkirche in Kulmbach

Die evangelisch-lutherische Spitalkirche Hl. Geist steht in der Kulmbacher Altstadt.

## Geschichte
Sie wurde in den Jahren 1738 und 1739 nach den Plänen des Baumeisters J. G. Hoffmann errichtet. Zuvor stand an dieser Stelle die bereits 1468 erwähnte Elisabethenkapelle, die zum Elisabethenspital gehörte. An der Stelle dieses Spitals befindet sich jetzt das Bürgerhospital, das zum Seniorenheim umgebaut wurde.
Der Kirchturm entstand 1749. Die Kirche entspricht dem Typus einer oberfränkischen Markgrafenkirche. Im Inneren wurden ein Kanzelaltar und Holzemporen eingebaut.
Im 19. Jahrhundert fanden sowohl evangelische als auch katholische Gottesdienste in der Kirche statt. Ein Umbau des Gebäudes erfolgte 1885. Renovierungen wurden von 1968 bis 1973 durchgeführt.

## Orgel
Die Orgel der Spitalkirche wurde 1973 von der Orgelbaufirma Paul Ott (Göttingen) erbaut. Das Schleifladen-Instrument hat 21 Register auf zwei Manualen und Pedal. Die Spieltrakturen und Registertrakturen sind mechanisch. Das Instrument wurde 2010 von Thomas Eichfelder überholt.
| I Hauptwerk C– |               |       |
| 1.             | Prinzipal     | 8′    |
| 2.             | Bordun        | 8′    |
| 3.             | Oktave        | 4′    |
| 4.             | Quinte        | 2 ⁄3′ |
| 5.             | Gemshorn      | 2′    |
| 6.             | Mixtur II-III |       |
| 7.             | Trompete      | 8′    |

| II Unterwerk C– |                  |       |
| 8.              | Holzgedackt      | 8′    |
| 9.              | Rohrflöte        | 4′    |
| 10.             | Sesquialtera II  | 2 ⁄3′ |
| 11.             | Prinzipal        | 2′    |
| 12.             | Nasat            | 1 ⁄3′ |
| 13.             | Zimbel III       |       |
| 14.             | Doppelkegelregal | 8′    |
|                 | Tremulant        |       |

| Pedal C– |            |     |
| 15.      | Subbaß     | 16′ |
| 16.      | Oktavbaß   | 8′  |
| 17.      | Choralbaß  | 4′  |
| 18.      | Nachthorn  | 2′  |
| 19.      | Mixtur III |     |
| 20.      | Posaune    | 16′ |
| 21.      | Schalmey   | 4′  |

- Koppeln: II/I, I/P, II/P